# Anna Hahner
Anna Hahner (Hünfeld, 20 november 1989) is een atleet uit Duitsland.
Op het EK veldlopen in 2011 werd Hahner vijfde bij de O23. Dezelfde dag liep ze met het team-event naar een tweede plaats in de categorie O23.
In 2014 won Hahner de Marathon van Wenen.
Op de Olympische Zomerspelen van Rio de Janeiro in 2016 liep Hahner de marathon, die ze als 81e eindigde.

## Privé
Anna Hahner is de tweelingzus van Lisa Hahner.